# Weld
Weld es un álbum en directo del músico canadiense Neil Young, publicado por la compañía discográfica Reprise Records en octubre de 1991. 
El álbum, que incluye canciones interpretadas en directo con el grupo Crazy Horse durante la gira de promoción del álbum Ragged Glory, fue inicialmente publicado como un disco triple de edición limitada titulado Arc-Weld, con la parte Arc como un disco enteramente compuesto de un collage de ruido y feedback. Posteriormente, Arc fue publicado como un disco por separado. 
De las dieciséis canciones que constituyen Weld, siete aparecieron previamente bien en Rust Never Sleeps bien en Live Rust, doce años antes. También hace eco de ambos discos, en tanto que Young, después de más de una década siguiendo otros caminos musicales, retornó a las raíces del rock and roll de la mano de Crazy Horse con la grabación de Ragged Glory, seguido de una larga gira documentada y filmada. Además de temas compuestos por el músico, el álbum incluyó una versión del tema de Bob Dylan "Blowin' in the Wind", con efectos de sonido de ataques aéreos.
Young comentó que, durante las mezclas del álbum, dañó permanentemente su audición hasta el punto de sufrir tinnitus en años posteriores.

## Lista de canciones
Todas las canciones escritas y compuestas por Neil Young excepto donde se anota. 
| Disco uno |                                   |              |          |  |
| N.º       | Título                            | Escritor(es) | Duración |  |
| 1.        | «Hey Hey, My My (Into the Black)» |              | 5:42     |  |
| 2.        | «Crime in the City»               |              | 6:32     |  |
| 3.        | «Blowin' in the Wind»             | Bob Dylan    | 6:49     |  |
| 4.        | «Welfare Mothers»                 |              | 7:04     |  |
| 5.        | «Love to Burn»                    |              | 10:01    |  |
| 6.        | «Cinnamon Girl»                   |              | 4:45     |  |
| 7.        | «Mansion on the Hill»             |              | 6:14     |  |
| 8.        | «Fuckin' Up»                      |              | 7:09     |  |

| Disco dos |                                      |                         |          |  |
| N.º       | Título                               | Escritor(es)            | Duración |  |
| 1.        | «Cortez the Killer»                  |                         | 9:46     |  |
| 2.        | «Powderfinger»                       |                         | 5:58     |  |
| 3.        | «Love and Only Love»                 |                         | 9:17     |  |
| 4.        | «Rockin' in the Free World»          |                         | 9:22     |  |
| 5.        | «Like a Hurricane»                   |                         | 14:00    |  |
| 6.        | «Farmer John»                        | Don Harris, Dewey Terry | 5:00     |  |
| 7.        | «Tonight's the Night»                |                         | 8:45     |  |
| 8.        | «Roll Another Number (For the Road)» |                         | 5:19     |  |

## Personal
Músicos
- Neil Young: guitarra y voz.
- Ralph Molina: batería y coros.
- Frank "Poncho" Sampedro: guitarra, sintetizador y coros.
- Billy Talbot: bajo y coros.

## Posición en listas
| País           | Lista                 | Posición |
| -------------- | --------------------- | -------- |
| Canadá         | Canadian Albums Chart | 58       |
| Estados Unidos | Billboard 200         | 154      |
| Noruega        | VG-lista Albums Chart | 12       |
| Reino Unido    | UK Albums Chart       | 20       |
| Países Bajos   | Mega Album Tol 100    | 46       |
| Suecia         | Albums Top 60         | 33       |

## Certificaciones
| Fecha                  | País        | Organismo certificador | Certificación | Ventas certificadas |
| ---------------------- | ----------- | ---------------------- | ------------- | ------------------- |
| 1 de noviembre de 2002 | Reino Unido | BPI                    | Plata         | 60 000              |